# 辽西虫实
辽西虫实（学名：Corispermum dilutum）是苋科虫实属的植物，是中国的特有植物。分布在中国大陆的辽宁等地，生长于海拔400米至600米的地区，一般生于沙丘、流动沙丘陵部和河滩沙地，目前尚未由人工引种栽培。

## 异名
- Corispermum dilutum (Kitag.) Tsien et C. G. Ma var. hebecarpum Tsien et C. G. Ma